# РДС-37
РДС-37 е първата двустепенна съветска водородна бомба, тествана на 22 ноември 1955. Първоначално оръжието има приблизителна мощност от 3 мегатона, но впоследствие мощността е намалена до 1,6 мегатона тротилов еквивалент за действителния опит.
РДС-37 е многостепенно термоядрено устройсто, което използва радиационна имплозия наречена Сахаровата „трета идея“ в СССР (Конструкцията Талер-Улам в САЩ). Използва сух литиев хидрид слят с гориво, като малка част е заместена с „пасивен материал“ за да намали цялостната мощност. Въпреки това намаляване на мощността, понеже оръжието експлодирало под инверсионен пласт, голяма част от ударната вълна неочаквано се съсредоточава към задна местност и причинява смъртта на трима души и поражения по близко намиращите се сгради.
Бомбата е пусната от въздуха на тестова площадка в Казахстан, като това е първият въздушно спуснат двустепенен ядрен опит. РДС-6 (познат и като „Джо 4“) експлодира през 1953 г. също е наречена водородна бомба, но повече прилича на усилено ядрено устройство, отколкото на водородна бомба с мощност от мегатон.